# 倒座房

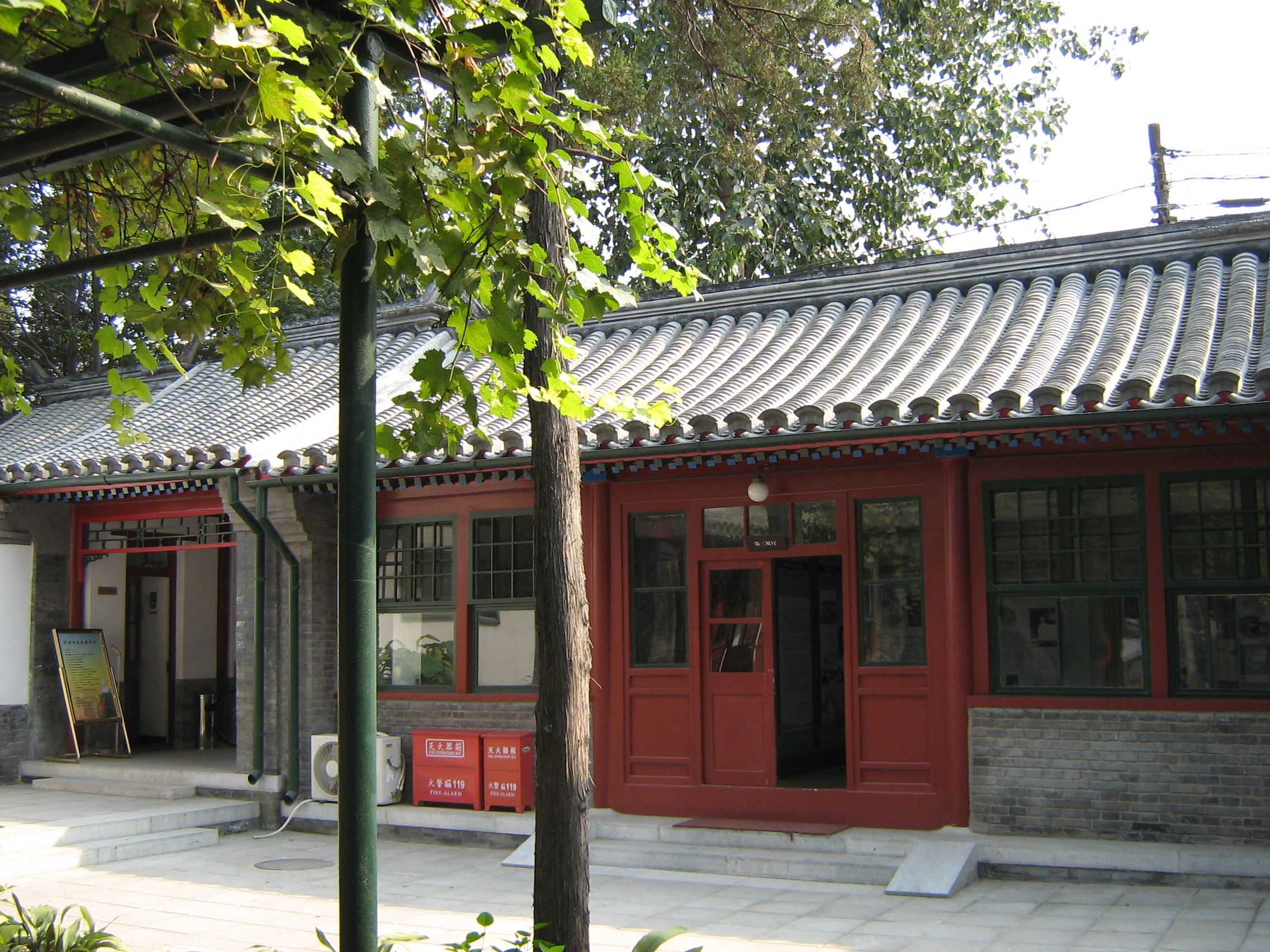
北京茅盾故居倒座房的北侧（庭院一侧），左侧为四合院大门

倒座房，亦称倒坐房，是中国传统建筑中与正房相对坐南朝北的房子，因此又称南房。
在北京四合院中，倒座房一侧朝南开大门，其檐墙临胡同，一般不开窗。
倒座房是整个四合院中最南端的一排房子，因其门窗都向北，采光不好，因此一般作为客房或者下人居住的房屋。其最东为私塾，最西为厕所，其间的房子一般为仆人居住。
在二进以上四合院中，倒座房和南侧的街门、北侧的垂花门和游廊共同围成四合院的前院，前院是主人会客办公的场所，通过垂花门之后才是内宅，即四合院的生活区。